# Octomeria anceps
Octomeria anceps är en orkidéart som beskrevs av Paulo Campos Porto och Alexander Curt Brade. Octomeria anceps ingår i släktet Octomeria och familjen orkidéer. Inga underarter finns listade i Catalogue of Life.